# Phyllium ericoriai
Phyllium ericoriai är en insektsart som beskrevs av Hennemann, Conle, Gottardo och Bresseel 2009. Phyllium ericoriai ingår i släktet Phyllium och familjen Phylliidae. Inga underarter finns listade i Catalogue of Life.